# Blues vital
Blues vital war eine Bluesband aus Gotha. Sie entstand 1972 aus der Beatband The Polars und existierte bis 1981. Die Band, die sich dem authentischen Blues verschrieben hatte, gehörte in den 1970er Jahren zu den bekanntesten Bands der Thüringer Bluesszene.

## Bandgeschichte
Die vom Bassisten und Sänger Wilfried Willi Woigk geleitete Band ist aus der ältesten und bekanntesten Beatformation Thüringens entstanden. Zur Urbesetzung gehörten des Weiteren der Schlagzeuger Michael Schwandt, der Gitarrist Robert Albracht, der Keyboarder Thomas Tommy Abendroth und der Saxophonist Wolfgang Klawonn. Als 1973 die Erfurter Band Nautiks aufgelöst wurde, kamen der Gitarrist Werner Zentgraf und der Schlagzeuger Siegfried Stifte Hörger neu in die Band. Schwandt wechselte in die Horst-Krüger-Band und später zu Karat. Albracht musste seinen Wehrdienst in der NVA ableisten und ging später zur Gruppe Elefant. Für ihn kam Ulrich Faßhauer. Im gleichen Jahr verließ auch Thomas Abendroth die Band und wechselte ebenfalls in die Horst-Krüger-Band. Weiterhin war Bärbel Müller als eine der wenigen Musikerinnen der Blueserszene bei Blues vital aktiv.
Zunehmend wuchs der Bekanntheitsgrad der Band, die vor allem mit dem Blues von der Flüchtigkeit der Zeit auf sich aufmerksam machte. Der Titel erschien auf dem Amiga-Sampler Hallo Nummer 8. Text und Komposition stammten von Klawonn. Die Band wurde zu den Weltfestspielen delegiert, gewann mehrere Preise bei nationalen Wettbewerben und wurde zu Rundfunkproduktionen eingeladen.
1975 erhielt Blues vital Profistatus, änderte den musikalischen Stil und gleichzeitig den Namen. Unter dem Namen Vital präsentierte sich die Band, beeinflusst durch den Gitarristen Zentgraf, rockiger, konnte jedoch nicht an die bisherigen Erfolge anknüpfen. Das veranlasste Woigk 1981, die Band aufzulösen und die Polars in ihrer Urbesetzung neu zu beleben. 1983 fand Woigk mit der neu gegründeten Band Pasch zum Blues zurück und spielte bis zu seiner Übersiedlung in die Bundesrepublik Deutschland in beiden Bands gleichzeitig.